# A Black Box
A Black Box è un album in studio del cantante britannico Peter Hammill, pubblicato nel 1980.

## Tracce
1. Golden Promises
2. Losing Faith in Words
3. Jargon King
4. Fogwalking
5. The Spirit
6. In Slow Time
7. The Wipe
8. Flight

- Flying Blind
- The White Cane Fandango
- Control
- Cockpit
- Silk-Worm Wings
- Nothing Is Nothing
- A Black Box

## Formazione
- Peter Hammill – voce, chitarra, tastiere
- David Jackson – sassofono, flauto (4, 8)
- David Ferguson – sintetizzatore, tamburello (4, 6, 7)